# Vikings: Valhalla
Vikings: Valhalla é uma série de televisão em streaming canadense-irlandesa de drama histórico, criada por Jeb Stuart para a plataforma Netflix. É uma produção derivada e sequência da série Vikings do canal History, filmado no Condado de Wicklow, na Irlanda. Ambientado cem anos após os eventos de Vikings, a série narra o início do fim da Era Viking, marcada pela Batalha de Stamford Bridge em 1066. A série estreou na Netflix em 25 de fevereiro de 2022.

## Premissa
Situado cem anos após os eventos de Vikings, as tensões entre os vikings e a realeza inglesa atingem um ponto de ruptura sangrento e os próprios vikings se chocam com suas crenças conflitantes cristãs e pagãs. Leif Erikson, Freydís Eiríksdóttir e Harald Hardrada iniciam uma jornada épica que os levará através dos oceanos e campos de batalha, de Kattegat à Inglaterra e além, enquanto lutam pela sobrevivência e glória. A série mostra o fim da Era Viking, marcada pela Batalha de Stamford Bridge em 1066.

## Elenco e personagens

### Principal
- Sam Corlett como Leif Erikson
- Frida Gustavsson como Freydís Eiríksdóttir
- Leo Suter como Harald Sigurdsson
- Laura Berlin como Rainha Emma da Normandia
- Jóhannes Haukur Jóhannesson como Olaf Haraldsson
- Bradley Freegard como Rei Canuto
- David Oakes como Godwin
- Caroline Henderson como Jarl Haakon (temporada 1)

### Recorrente
- Lujza Richter como Liv (temporada 1)
- Gavan O'Connor-Duffy como Njal (temporada 1)
- Edward Franklin como Skarde (temporada 1)
- Sam Stafford como Ulf (temporada 1)
- Álfrún Laufeyjardóttir como Yrsa (temporada 1)
- Jack Mullarkey como Toke (temporada 1)
- Kenneth M. Christensen como Jarl Norí
- James Ballanger como Hallbjorn
- Christopher Rygh como Agnarr
- Pääru Oja como Arne Gormsson (temporada 1)
- Jaakko Ohtonen como Johan (temporada 1)
- Robert Mccormack como Tomas (temporada 1)
- Louis Davison como Príncipe Edmund (temporada 1)
- Gavin Drea como Eadric Streona (temporada 1)
- Asbjørn Krogh Nissen como Jarl Kåre (temporada 1)
- Annabelle Mandeng como Altöra (temporada 1)
- Pollyanna McIntosh como Rainha Ælfgifu
- Søren Pilmark como Rei Sweyn Forkbeard
- Henessi Schmidt como Gytha
- Ruben Lawless como Harald Harefoot

### Convidado
- Bosco Hogan como Rei Aethelred II (temporada 1)
- Wolfgang Cerny como Sten Sigurdsson (temporada 1)
- Yvonne Mai como Merin (temporada 1)
- Bill Murphy como Ødger (temporada 1)
- Frank Blake como Birger (temporada 1)
- Leifur Sigurðarson como Gunnar Magnússon (temporada 1)
- Julian Seager como Jarl Gorm (temporada 1)
- John Kavanagh como O Vidente
- Stephen Hogan como Sigeferth (temporada 1)
- Jack Hickey como Ricardo II, Duque da Normandia

## Episódios
| N.º na série | N.º na temp. | Título                                                          | Dirigido por      | Escrito por       | Lançamento              |
| --- | ------------ | --------------------------------------------------------------- | ----------------- | ----------------- | ----------------------- |
| 1 | 1            | "The Greenlanders" "Os Groenlandeses" (BR)                      | Niels Arden Oplev | Jeb Stuart        | 25 de fevereiro de 2022 |
| No Danelaw, uma colônia viking na Inglaterra, é o dia de Saint Brice e Harald Sigurdsson parte para a Noruega. Enquanto isso, o rei Aethelred II, o governante da Inglaterra, ordena que todos os colonos dinamarqueses na Inglaterra sejam mortos, incluindo o irmão de Harald, Sten Sigurdsson. O rei Canute, o governante da Dinamarca, chama todos os guerreiros vikings para se encontrarem em Kattegat para formar um exército para se vingar. Os groenlandeses Leif Erikson e Freydís Eiríksdóttir viajam para Kattegat através de uma grande tempestade, sem saber do massacre, enquanto Freydís busca vingança contra o homem que a estuprou e deixou cicatrizes anos antes. Ela logo descobre o homem responsável, Gunnar Magnússon, um seguidor do meio-irmão mais velho de Harald, Olaf Haraldsson, um cristão devoto, que não confia nos pagãos. Leif mais tarde se defende devido à reputação de seu infame pai Erik, o Vermelho, e Harald promete glória se Leif se juntar a ele na Inglaterra. Mais tarde naquela noite, Freydis entra no grande salão onde ela mata Gunnar. Antes que um Olaf enfurecido possa matar Freydís, Jarl Haakon, o governante de Kattegat, o impede. Harald informa a todos que a morte de Gunnar foi justificada quando Freydís revela uma cicatriz cruciforme em suas costas. Haakon afirma que ela fará o julgamento pela manhã. |              |                                                                 |                   |                   |                         |
| 2 | 2            | "Viking"                                                        | Steve Saint Leger | Jeb Stuart        | 25 de fevereiro de 2022 |
| Em Kattegat, Freydís sugere um julgamento por combate com Olaf, mas é negado. Em vez disso, Harald faz com que Leif se junte a ele na Inglaterra para ajudar a se vingar dos saxões. Freydís se despede de Leif antes que ele e a maioria dos groenlandeses deixem Kattegat com o exército viking. Haakon envia Freydís para Uppsala, para que ela possa buscar seu destino. Durante a viagem para a Inglaterra, Jarl Gorm, um dos líderes vikings, e seu filho Arne Gormsson começam a desconfiar de Leif. Gorm mais tarde o ataca, matando o groenlandês Birger, o que resulta em Leif matando Gorm assim que eles chegam às costas da Inglaterra. Na Inglaterra, Aethelred e seu conselheiro Godwin discutem os planos do Viking para uma invasão à medida que a saúde de Aethelred se deteriora. A rainha consorte da Inglaterra Emma da Normandia mais tarde visita seu marido, agora acamado, que a avisa que Londres precisa ser defendida. Emma envia seu enteado e herdeiro do trono da Inglaterra, o príncipe Edmund, para buscar ajuda do ealdorman da Mércia, Eadric Streona. Edmund consegue convencer Streona a fornecer soldados da Mércia, mas em seu retorno a Londres, os sinos tocam, sinalizando a morte de Aethelred. |              |                                                                 |                   |                   |                         |
| 3 | 3            | "The Marshes" "Os Pântanos" (BR)                                | Steve Saint Leger | Vanessa Alexander | 25 de fevereiro de 2022 |
| O exército Viking saqueia Kent, onde eles descobrem que Aethelred morreu, então eles agora estão de olho em seu filho. Mais tarde, o exército acampa perto de Londres, enquanto Harald e Leif lideram um grupo de reconhecimento nos pântanos próximos. Eles logo são emboscados por soldados da Mércia e são forçados a recuar, enquanto o groenlandês Ulf é morto e Leif é deixado para trás. Harald depois retorna e salva Leif antes de seguirem para a ponte de Londres, onde descobrem que há uma ponte levadiça em seu centro. Em Londres, Edmund pratica suas habilidades de luta enquanto Godwin o ensina que ele deve ser mais implacável para vencer uma batalha real. Edmund obtém com sucesso o apoio total do outro conde que deseja avançar em sua coroação e Edmund é oficialmente coroado rei da Inglaterra. Na Suécia, Freydís e vários outros peregrinos são atacados por um Berserker que mata o Toke da Groenlândia e fere gravemente Yrsa. Freydís mata o atacante e leva Yrsa a um curandeiro antes de continuar sua jornada para Uppsala. Mais tarde, o fanático cristão Jarl Kåre encontra o corpo do Berserker e começa a seguir um rastro de sangue deixado por Yrsa. |              |                                                                 |                   |                   |                         |
| 4 | 4            | "The Bridge" "A Ponte" (BR)                                     | Steve Saint Leger | Declan Croghan    | 25 de fevereiro de 2022 |
| Os líderes vikings discutem seu ataque iminente a Londres usando a ponte a seu favor e atraindo o rei Edmund. Enquanto isso, Edmund discute seus planos para a defesa de Londres com Streona, que irá flanquear os vikings e prendê-los na ponte. Embora impressionado com a estratégia do rei, Streona afirma que os mercianos sofrerão pesadas perdas, mas Edmund promete a ele que a Mércia terá toda a glória. Quando o exército viking chega fora de Londres, Canute provoca Edmund para entrar na batalha ao lado de seus soldados, contra o conselho de Emma e Godwin. Vikings e saxões lutam até Canuto levar os saxões a uma emboscada do outro lado da ponte. Enquanto isso, Harald, Leif e vários outros enfraquecem com sucesso a ponte, prendem cordas aos suportes e usam os botes de Olaf para derrubá-la. Emma logo percebe isso e ordena que os arqueiros saxões matem os sabotadores, que conseguem matar os vikings Johan e Tomas, e os groenlandeses Skarde e Njal. Godwin informa Edmund do colapso iminente da ponte, mas Edmund não consegue atravessar a tempo e fica preso quando o exército viking derrota os saxões. Streona chega para testemunhar a derrota dos saxões e decide abandonar Edmund. |              |                                                                 |                   |                   |                         |
| 5 | 5            | "Miracle" "Milagre" (BR)                                        | Hannah Quinn      | Eoin McNamee      | 25 de fevereiro de 2022 |
| O exército viking conquista Londres com sucesso, levando Emma e os outros nobres cativos. Harald tenta se vingar executando Edmund, mas é interrompido por Canute. Mais tarde, ele promete fazer de Harald o rei da Noruega e revela que Olaf tem um filho secreto chamado Magnus. Leif descobre que Liv sobreviveu à batalha. Ele lamenta a morte de seus companheiros groenlandeses, dando-lhes um funeral viking, mas tem uma crise de fé. Durante uma festa comemorativa, Canute concede a seus guerreiros os despojos da guerra e libera Leif da dívida de sua irmã, chamando-o de herói. Canute então executa Streona por quebrar seu juramento a Edmund e afirma que ele se tornará o primeiro rei nórdico da Inglaterra. Ele também gosta de Emma e resgata com sucesso seus filhos que foram capturados por Olaf. Em Uppsala, Freydís participa de uma cerimônia pagã que oferece um vislumbre de seu passado. Durante uma visão, ela é visitada pelo Visente, que lhe dá um aviso enigmático para parar de olhar para o passado e seguir em frente. Kåre chega à cabana da curandeira em busca de vingança e mata Yrsa. Freydís então desperta de sua visão e deixa Uppsala. |              |                                                                 |                   |                   |                         |
| 6 | 6            | "The Last Daughter of Uppsala" "A Última Filha de Uppsala" (BR) | Hannah Quinn      | Vanessa Alexander | 25 de fevereiro de 2022 |
| Freydís chega à cabana da curandeira e confronta Kåre, que diz a ela para avisar Haakon que ele está vindo. Freydís mais tarde treina em Kattegat para se tornar uma escudeira com Altöra, a segunda em comando de Haakon. Haakon relata sua própria visão do Vidente e afirma que Freydís é a "Última Filha de Uppsala". Enquanto isso, Kåre chega a Uppsala e recebe uma visão misteriosa do Vidente. Olaf deixa a Inglaterra com suas forças e segue para a Dinamarca enquanto Harald e Leif retornam a Kattegat. Na Dinamarca, Olaf pede à esposa mércia de Canute, a rainha Ælfgifu, seu apoio para se tornar o governante da Noruega. As forças de Harald logo chegam a Kattegat, com Freydís, Leif e Liv reunidos, agora os únicos groenlandeses restantes. Freydís mais tarde vence Altöra em combate individual e se torna oficialmente uma escudeira, comprometendo-se a proteger Kattegat. Em Londres, Canute faz Godwin e Emma seus conselheiros, com o último informando que os Ealdormanos estão perto de uma rebelião. Canute revela ao cativo Ealdorman que ele restaurará seus títulos em troca de sua lealdade. Canute e Emma mais tarde se envolvem romanticamente, mas Canute fica preocupado depois de receber uma carta da Dinamarca. |              |                                                                 |                   |                   |                         |
| 7 | 7            | "Choices" "Escolhas" (BR)                                       | David Frazee      | Declan Croghan    | 25 de fevereiro de 2022 |
| Kåre envia os cadáveres dos sacerdotes de Uppsala para Kattegat como um aviso. Harald, Leif e Freydís vão para Uppsala e testemunham as consequências do massacre de Kåre com os sobreviventes alegando que o Deus de Kåre ordenou que ele destruísse todos os pagãos. Olaf se encontra com Kåre e forja uma aliança para tomar Kattegat em um esforço para unir a Noruega. Harald fica sabendo disso, e suas forças ajudam Haakon a se preparar para a chegada de Olaf e Kåre. Em Londres, Edmund descobre que Canute partiu para lutar contra os Vends na Dinamarca, mas não antes de se casar secretamente com Emma. O pai de Canute, rei Sweyn Forkbeard, chega para governar em seu lugar com a neta de Forkbeard Gytha servindo como a nova dama de companhia de Emma. Edmund e Forkbeard são confrontados por Sigeferth, o senhor de Wessex, que mais tarde é morto por Forkbeard depois de insultá-lo, e Godwin se torna o primeiro Jarl de Wessex. Irritado com a presença de Forkbeard, Edmund tenta formar uma resistência, mas Godwin o trai armando uma armadilha e apunhalando-o no coração, deixando Canute como o único rei da Inglaterra. Ælfgifu chega a Londres, trazendo com sua frota de Canute, e ameaça Forkbeard que ela irá ordená-lo para ajudar Olaf e sua conquista.                                                                               |              |                                                                 |                   |                   |                         |
| 8 | 8            | "The End of the Beginning" "O Fim do Começo" (BR)               | David Frazee      | Eoin McNamee      | 25 de fevereiro de 2022 |
| Para evitar que Ælfgifu envie a frota de Canute para Olaf, Forkbeard bane Emma para a Normandia. Ælfgifu e Godwin então viajam para Mércia e convencem os mercianos a dar apoio a Forkbeard. No entanto, na ausência de Ælfgifu, Forkbeard localiza a frota de Canute e Emma retoma o trono da Inglaterra. Na Noruega, Harald se encontra com Olaf e escolhe ficar do lado dele. No entanto, ele secretamente conta o plano de ataque de Leif Olaf, permitindo que Kattegat se prepare melhor. A Batalha por Kattegat começa quando as forças de Kåre atacam as muralhas da cidade. Haakon é atingido por uma chuva de flechas e sucumbe aos ferimentos, enquanto Altöra e Arne são mortos pelos seguidores de Kåre. Obcecado em matar Freydís, Kåre a persegue até o grande salão, mas ela o decapita. O plano de Olaf é revelado como um ardil para dividir as forças de Kattegat. Quando as forças de Olaf chegam a Kattegat, Olaf fere mortalmente Liv e ela morre nos braços de Leif. Harald é ferido durante a batalha, mas Freydís vem em seu auxílio. Olaf reivindica a vitória, mas Forkbeard chega com a frota de Canute e as forças de Olaf rapidamente abandonam Kattegat. O neto de Forkbeard, Harald Harefoot, descobre vários seguidores de Kåre massacrados e um Leif enfurecido coberto de sangue.                                                            |              |                                                                 |                   |                   |                         |

## Produção

### Desenvolvimento
Em 4 de janeiro de 2019, juntamente com o anúncio de que Vikings terminaria após sua sexta temporada, foi anunciado que Michael Hirst e a MGM Television estavam desenvolvendo uma série spin-off com o escritor Jeb Stuart. Em 19 de novembro de 2019, foi anunciado que este, intitulado Vikings: Valhalla, aconteceria um século após o final da série original e seria lançado na Netflix. A série de 24 episódios foi feita pela MGM Television, e filmada principalmente na Irlanda, trabalhando no mesmo Ashford Studios no Condado de Wicklow. A série centra-se "nas aventuras de Leif Erikson, Freydis, Harald Hardrada e o rei normando William, o Conquistador ". Em 9 de março de 2022, a série foi oficialmente renovada para uma segunda e terceira temporada.

### Escolha de elenco
Em 28 de novembro de 2020, foi relatado por uma agência de notícias que o ator dinamarquês Kenneth Christensen, o ator islandês Jóhannes Haukur Jóhannesson, a atriz sueca Frida Gustavsson e David Oakes foram escalados para a série. Frida Gustavsson foi mais tarde revelada ter sido escalada como Freydís Eiríksdóttir, enquanto Jóhannes Haukur tinha sido escalado como Olaf, "o Santo" através de relatórios anteriores erroneamente afirmaram que ele havia sido escalado como Harald Hardrada, um papel dado a Leo Suter. Caroline Henderson foi escalada como a atual governante de Kattegat, Jarl Haakon, um personagem baseada no governante vassalo de Canute, o Grande, Haakon Ericsson. Bradley Freegard foi escalado como Canute, o Grande e Pollyanna McIntosh como sua esposa Ælfgifu. Sam Corlett foi escalado como Leif Eriksson.

### Filmagens
Vikings: Valhalla começou a ser filmada no início de outubro de 2020 no Ashford Studios, Wicklow, onde Vikings foi filmada. As filmagens foram suspensas devido a vários testes positivos de COVID-19, apenas para retomar depois de alguns dias. Na época, vários do elenco e equipe foram relatados como positivos; no entanto, descobriu-se que a produção havia recebido uma série de testes falsos positivos. As filmagens foram planejadas para serem retomadas no Ashford Studios, na Irlanda, a partir de agosto de 2021.
As filmagens também incluíram a produção da segunda temporada, que terminou em novembro de 2021. Entre os diretores está o diretor dinamarquês vencedor do BAFTA Niels Arden Oplev, Steve Saint Leger que dirigiu vários episódios de Vikings e Hannah Quinn.

## Recepção
O site agregador de resenhas Rotten Tomatoes relatou uma taxa de aprovação de 100% com uma classificação média de 7,4/10, com base em 17 avaliações. O consenso crítico do site diz: "Revelando-se na glória da narrativa de aventura direta, Valhalla é uma dramatização sangrenta das conquistas de Leif Eriksson". O Metacritic deu uma pontuação média ponderada de 70 em 100 com base em comentários de 13 críticos, indicando "críticas geralmente favoráveis".